# Survivor Series 2001
Survivor Series (2001) was een professioneel worstel-pay-per-view (PPV) evenement dat georganiseerd werd door de World Wrestling Federation (WWF, nu WWE). Het was de 15e editie van Survivor Series en vond plaats op 18 november 2001 in het Greensboro Coliseum Complex in Greensboro, North Carolina. Dit was het laatste Survivor Series evenement onder naam World Wrestling Federation. WWF werd geforceerd om de naam te wijzigen als resultaat van een vonnis in een rechtszaak van het Wereld Natuur Fonds tegen WWF.
Het evenement betekende het einde van The Invasion, die de verhaallijnen van WWF had gedomineerd sinds maart toen Vince McMahon World Championship Wrestling (WCW) kocht. Het heeft ook betekenis als een van de belangrijkste evenementen in de geschiedenis van WWE.

## Matches
| Nr. | Match | Winnaar(s)                           | Opmerkingen                                                                                             | Bron  |
| --- | --- | ------------------------------------ | --- | ----- |
| 1H  | Justin Credible, Lance Storm & Raven (Alliance) vs. Albert, Scotty 2 Hotty & Spike Dudley (WWF)                                                                   | Justin Credible, Lance Storm & Raven | 6-Man Tag Team match. Vooraf opgenomen op Heat.                                                         | [ 4 ] |
| 2   | Christian (c) (Alliance) vs. Al Snow (WWF) | Christian                            | Een-op-een match voor het WWF European Championship.                                                    | [ 4 ] |
| 3   | William Regal (Alliance) vs. Tajiri (met Torrie Wilson) (WWF) | William Regal                        | Een-op-een match.                                                                                       | [ 4 ] |
| 4   | Edge (c - U.S.) (WWF) vs. Test (c - Intercontinental) (Alliance)                                                                                                  | Edge                                 | Unification match voor het WCW U.S. Championship en het WWF Intercontinental Championship.              | [ 4 ] |
| 5   | The Dudley Boyz (Bubba Ray & D-Von Dudley) (c - WCW Tag Team) (met Stacy Keibler) (Alliance) vs. The Hardy Boyz (Jeff & Matt Hardy) (c - WWF Tag Team) (WWF)      | The Dudley Boyz                      | Steel Cage Unification match voor het WCW Tag Team Championship en het WWF World Tag Team Championship. | [ 4 ] |
| 6   | Immunity Battle Royal | Test                                 | Test won door Billy Gunn als laatste te elimineren.                                                     | [ 4 ] |
| 7   | Trish Stratus (WWF) vs. Ivory (Alliance) vs. Jazz (Alliance) vs. Jacqueline (WWF) vs. Lita (WWF) vs. Mighty Molly (Alliance)                                      | Trish Stratus (nc)                   | 6-Pack Challenge voor het vacante WWF Women's Championship.                                             | [ 4 ] |
| 8   | Team WWF (The Rock, Chris Jericho, The Undertaker, Kane & Big Show) vs. The Alliance (Stone Cold Steve Austin, Kurt Angle, Rob Van Dam, Booker T & Shane McMahon) | Team WWF                             | Winner Takes All 5-tegen-5 Survivor Series elimination match.                                           | [ 4 ] |